# FC Wil
FC Wil 1900 – szwajcarski klub piłkarski z siedzibą w mieście Wil, położonym w kantonie St. Gallen we wschodniej Szwajcarii.

## Historia
FC Wil został założony we wschodniej Szwajcarii w 1900 roku przez dwóch robotników z Anglii. Przez pierwsze dwa lata klub nosił nazwę FC Stella. W 1902 roku nazwę klubu zmieniono na FC Fors, a w 1907 na FC Wil.
W początkowych latach klub występował w niższych ligach szwajcarskiego futbolu. Do 1990 roku w drugiej lidze szwajcarskiej spędził trzy sezony (1922/1923, 1952/1953 oraz 1953/1954).
W 1988 roku w klubie zatrudniono grającego trenera - Christiana Grossa. Kierował on klubem w latach 1988-1993. W tym czasie awansował z klubem najpierw do trzeciej, a później do drugiej ligi. W 1993 roku odszedł z klubu i został trenerem Grasshopper Club.
W 2002 roku Wil po raz pierwszy w historii awansował do pierwszej ligi. Rozgrywki ligowe w sezonie 2002/2003 zakończył na 4. miejscu. W 2003 roku zadebiutował w europejskich pucharach. Wystąpił wówczas w Pucharze Intertoto, z którego odpadł w trzeciej rundzie. W 2004 roku spadł do drugiej ligi. W tym samym roku zdobył z klubem Puchar Szwajcarii, po pokonaniu w jego finale 3:2 Grasshoppers Zurych.
W 2003 roku odkryto, że prezydent klubu - Andreas Hafen zdefraudował 51 milionów franków szwajcarskich z banku UBS. Został za to skazany na pięć lat więzienia. Około 10 milionów franków szwajcarskich znalazło się w posiadaniu FC Wil. UBS odstąpiło jednak od odzyskania zaległych pieniędzy, gdyż członkowie zarządu klubu nie wiedzieli o procederze Hafena.
Prezydentem klubu po Hafenie został był piłkarz - Ihor Biełanow. W trakcie jego działalności, klub nie odniósł jednak większych sukcesów.
W grudniu 2009 roku trenerem zespołu został Ryszard Komornicki.

## Sukcesy
- Puchar Szwajcarii:
  - zwycięstwo (1): 2004

## Europejskie puchary
Legenda do wszystkich tabel:
- Q – runda eliminacyjna, 1/16, 1/8, 1/4, 1/2 – odpowiednia faza rozgrywek, Grupa – runda grupowa, 1r gr – pierwsza runda grupowa, 2r gr – druga runda grupowa, F – finał, R – runda, PO – play-off
- k. – rzuty karne, los. – losowanie, Dogr. – dogrywka, w. – zasada bramek strzelonych na wyjeździe

| Sezon   | Rozgrywki   | Runda | Przeciwnik                | Dom | Wyjazd | Ogólnie |
| ------- | ----------- | ----- | ------------------------- | --- | ------ | ------- |
| 2004/05 | Puchar UEFA | 1Q    | FK Dukla Bańska Bystrzyca | 1–3 | 1–1    | 2–4     |

## Skład na sezon 2017/2018
| Nr | Poz. | Piłkarz                                       |
| -- | ---- | --------------------------------------------- |
| 1  | BR   | Zivko Kostadinovic                            |
| 6  | PO   | Etienne Scholz                                |
| 7  | PO   | Johan Vonlanthen                              |
| 8  | NA   | Ivan Audino                                   |
| 9  | NA   | Sergio Cortelezzi                             |
| 10 | PO   | Marko Muslin (kapitan)                        |
| 11 | PO   | Shaho Maroufi                                 |
| 12 | PO   | Sandro Lombardi                               |
| 13 | PO   | Basil Stillhart                               |
| 15 | OB   | Michael Gonçalves                             |
| 16 | NA   | Jong Il-gwan (wypożyczony z FC Luzern)        |
| 19 | OB   | Kenzo Schällibaum                             |
| 21 | PO   | Roberto Oliveira (wypożyczony z Grasshoppers) |
| 22 | PO   | Serkan Korkmaz                                |

| Nr | Poz. | Piłkarz                                       |
| -- | ---- | --------------------------------------------- |
| 23 | OB   | Caine Keller                                  |
| 25 | OB   | Nick von Niederhäusern                        |
| 27 | OB   | Sanijel Kucani (wypożyczony z St. Gallen)     |
| 29 | PO   | Alessandro Kräuchi (wypożyczony z St. Gallen) |
| 32 | OB   | Enis Latifi                                   |
| 36 | OB   | Nias Hefti (wypożyczony z St. Gallen)         |
| 40 | BR   | Jim Freid                                     |
| 44 | PO   | Magnus Breitenmoser                           |
| 46 | BR   | Noam Baumann                                  |
| 50 | OB   | Granit Lekaj                                  |
| 91 | PO   | Zé Eduardo                                    |
| 93 | NA   | Andelko Savic                                 |
| 98 | OB   | Fuad Rahimi                                   |
| 99 | NA   | Marvin Baumann                                |